# Marco Montelatici
Marco Montelatici (Firenze, 25 agosto 1953) è un ex pesista italiano, 10 volte campione nazionale assoluto (5 volte outdoor ed altrettante indoor).

## Biografia
Nel 1984 ha partecipato ai Giochi Olimpici di Los Angeles difendendo i colori azzurri e arrivando al sesto posto, con una misura di 19,98 metri raggiunta al quarto lancio (nelle qualificazioni raggiunse i 20,14 metri), nella gara vinta dall'altro italiano Alessandro Andrei.
Montelatici ottenne il suo primato personale di 20,90 metri alla gara internazionale "Pasqua dell'Atleta" nel 1985 superando il primato nazionale stabilito nel 1979 da Bruno Pauletto. È stato per cinque volte campione italiano di getto del peso: nel 1976 con 19,06 m, nel 1977 con 19,01 m, nel 1982 con 20,06 m, nel 1987 con 18,26 m ed infine nel 1988 con 18,15 m.

## Palmarès
| Anno | Manifestazione  | Sede          | Evento         | Risultato | Misura  | Note |
| ---- | --------------- | ------------- | -------------- | --------- | ------- | ---- |
| 1977 | Europei indoor  | San Sebastián | Getto del peso | 9º        | 18,62 m |      |
| 1978 | Europei indoor  | Milano        | Getto del peso | 7º        | 19,27 m |      |
| 1982 | Europei indoor  | Milano        | Getto del peso | 6º        | 18,99 m |      |
| 1984 | Olimpiadi       | Los Angeles   | Getto del peso | 6º        | 19,98 m |      |
| 1985 | Mondiali indoor | Parigi        | Getto del peso | 6º        | 19,48 m |      |
| 1985 | Europei indoor  | Il Pireo      | Getto del peso | 5º        | 19,64 m |      |
| 1986 | Europei indoor  | Madrid        | Getto del peso | Bronzo    | 20,11 m |      |

## Campionati nazionali
- 5 volte campione nazionale nel getto del peso (1976/1977, 1982, 1987/1988)
- 5 volte campione nazionale indoor nel getto del peso (1973, 1977/1978, 1984, 1986)

1973
- Oro ai Campionati italiani assoluti indoor, getto del peso - 17,36 m

1976
- Oro ai Campionati italiani assoluti, getto del peso - 19,06 m

1977
- Oro ai Campionati italiani assoluti indoor, getto del peso - 19,10 m
- Oro ai Campionati italiani assoluti, getto del peso - 19,01 m

1978
- Oro ai Campionati italiani assoluti indoor, getto del peso - 20,00 m

1982
- Oro ai Campionati italiani assoluti, getto del peso - 20,06 m

1984
- Oro ai Campionati italiani assoluti indoor, getto del peso - 19,83 m

1986
- Argento ai campionati italiani assoluti, getto del peso - 18,76 m
- Oro ai Campionati italiani assoluti indoor, getto del peso - 20,65 m

1987
- Oro ai Campionati italiani assoluti, getto del peso - 18,26 m

1988
- Oro ai Campionati italiani assoluti, getto del peso - 18,15 m